# Partido Popular Socialista (México)
El Partido Popular Socialista (PPS) fue un partido de izquierda mexicano fundado por Vicente Lombardo Toledano. El partido inició actividades con el objetivo de reunir diversos grupos de la izquierda mexicana y de la Confederación de Trabajadores de México para promover un proyecto nacional y popular desde distintos sectores del gobierno y los sindicatos, sin embargo, el PPS terminó fungiendo como un partido paraestatal del PRI y con base en esto surgieron múltiples dudas sobre su independencia política. Muchas organizaciones y partidos de izquierda cuestionaron el accionar del partido y negaban que realmente fuera socialista.

## Historia
En 1960, el Partido Popular decidió transformarse en una organización pretendidamente marxista-leninista y agregó el apelativo Socialista a su nombre, con lo que se tornó en el PPS, convirtiéndose en la única opción política de izquierda sic legal hasta el registro del Partido Comunista Mexicano gracias a la Reforma política de 1977.
El PPS solo presentó candidato propio a la presidencia en tres ocasiones: en 1952 a su líder y fundador Vicente Lombardo Toledano, en 1988 a Cuauhtémoc Cárdenas y en 1994 a la hija de Vicente Lombardo Toledano, Marcela Lombardo Otero; en todas las restantes ocasiones postuló al mismo candidato que el Partido Revolucionario Institucional, por estas razones siempre fue considerado un partido paraestatal es decir controlado por el gobierno y que a su vez deba la apariencia de un juego democrático y pluripartidista en el país, como ejemplo de la dependencia estatal del partido se puede citar el caso de las Elecciones de Nayarit en 1975 cuando ante un muy probable triunfo del candidato del PPS a la gubernatura Alejandro Gascón Mercado, el presidente del partido, Jorge Cruickshank García admitió el cambio de los resultados electorales a favor del candidato del PRI a cambio de un escaño en el Senado de México para sí mismo, lo que lo convirtió en el primer Senador no priista de la historia moderna de México, sin embargo oficialmente el PRI no perdió la elección pues lo postuló al Senado en alianza con el propio PPS. Todo esto llevó a que fuera muy popular en México darle al partido el sobrenombre del "Ni, ni, ni", pues se decía, que "el PPS no era NI partido, NI popular, NI mucho menos socialista".

## Crítica del partido al autoritarismo del gobierno durante 1968
A pesar de la evidente colaboración paraestatal del PPS con el PRI y que inclusive en un principio apoyaban el discurso que criminalizaba y calificaba al movimiento estudiantil como "subversivo" y afirmaban que era "financiado por intereses extranjeros" (haciendo referencia a la URSS y Cuba) al suceder la represión ejercida el dos de octubre de 1968 el partido asumió una posición crítica al gobierno y sus acciones autoritarias, su minoría representada en la cámara de diputados se unió al Partido Acción Nacional para rechazar el punto de acuerdo que legitimaba las acciones del presidente Gustavo Díaz Ordaz, ese mismo día el diputado panista Gerardo Medina, con el apoyo del PPS, pronuncia la siguiente frase: “no hay diálogo, señores, porque las balas nunca han sido un instrumento de diálogo”.

## Distanciamiento del PRI
La función del partido comenzó a cambiar ante el avance del neoliberalismo en el PRI y el gobierno, que llevó al PPS a colocarse en una posición claramente enfrentada al gobierno y a que en 1988 junto al Partido Auténtico de la Revolución Mexicana y el Partido Mexicano Socialista conforman el Frente Democrático Nacional en torno a la candidatura de Cuauhtémoc Cárdenas, sin embargo al terminar la contienda se alejó de Cárdenas y se negó a integrarse al partido formado por este, el PRD. El PPS comenzó un periodo de declinación definitiva que lo llevó a perder el registro en 1994, sin embargo lo recuperó condicionado en 1997 y lo volvió a perder esta vez definitivamente.
Un sector del partido ha acusado a que el desastre de 1997 se debió a que la dirección nacional de partido fue ocupada por un grupo coludido con el gobierno cuyo objetivo era precisamente la disolución del partido y lo refundado con el nombre de Partido Popular Socialista de México.
En la actualidad la institución trabaja como en sus inicios abanderando las luchas de la clase trabajadora, así como en la orientación política para encauzar el desarrollo democrático de México. Por otra parte, las diferentes fracciones han efectuado reuniones en torno a la dirección y unificación en cuanto al nombre de Partido Popular Socialista, reconociendo la dirigencia de Jesús Antonio Carlos Hernández para llevar un proceso de apertura y consolidación.
El PPS se caracterizó por ser un partido que aportó grandes iniciativas en la Cámara de Diputados y como defensor de los artículos 3°, 27 y 130 de la Constitución Política de México, así como del desarrollo independiente de México como nación, a través de la educación y el uso de la tecnología como palanca para el crecimiento del nivel de vida de la población.
Desde sus inicios tuvo muchos ataques. No obstante ello, hay una gran cantidad de documentos y de opiniones de políticos que le reconocen sus aportaciones a la vida democrática de México. [cita requerida]

## Presidentes del PPS
- (1948 - 1968): Vicente Lombardo Toledano
- (1968 - 1989): Jorge Cruickshank García
- (1989 - 1997): Indalecio Sáyago Herrera
- (1997 - Continúa): Jesús Antonio Carlos Hernández

## Candidatos a la Presidencia de la República
| Año  | Resultado | Candidato                     | Votación   | %     | Lugar |
| ---- | --------- | ----------------------------- | ---------- | ----- | ----- |
| 1952 | Pierde    | Vicente Lombardo Toledano     | 72,482     | 1.99  | 4.º   |
| 1958 | Gana      | Adolfo López Mateos           | 6,767,754  | 89.81 | 1.er  |
| 1964 | Gana      | Gustavo Díaz Ordaz            | 8,262,393  | 87.69 | 1.er  |
| 1970 | Gana      | Luis Echeverría Álvarez       | 11,904,368 | 84.79 | 1.er  |
| 1976 | Gana      | José López Portillo           | 16,424,021 | 91.9  | 1.er  |
| 1982 | Gana      | Miguel de la Madrid Hurtado   | 16,748,006 | 70.99 | 1.er  |
| 1988 | Pierde    | Cuauhtémoc Cárdenas Solórzano | 5,956,988  | 31.12 | 2.º   |
| 1994 | Pierde    | Marcela Lombardo Otero        | 166,594    | 0.47  | 8.º   |